# Pierluigi Basso Fossali
 (octobre 2014).
Pierluigi Basso Fossali, né à Padoue le 25 mars 1969, est un sémioticien italien, professeur en sciences du langage à l’Université Lumière Lyon-II. Membre du Laboratoire ICAR auprès l’ENS de Lyon, il préside l'Association Française de Sémiotique. Il est un des fondateurs de la revue Signata – Annales des Sémiotiques et membre de son comité de direction.

## Biographie
Pierluigi Basso Fossali est diplômé en sémiotique de l'art à l'université de Bologne, et titulaire d'un doctorat en sémiotique, effectué sous la direction d'Umberto Eco et de Paolo Fabbri.
Il commence son activité d'enseignement à l'Université de Bologne en 1998, et enseigne ensuite à l'IUAV de Venise, à l'université des sciences gastronomiques de Pollenzo et à l'IULM de Milan, où il est nommé chercheur. Au cours de cette période, il donne des cours en sémiotique générale, mais aussi en histoire du cinéma et des arts de la scène, théorie du langage, sémiotique des arts, de la mode, de la photographie, du design industriel, de la perception, de la culture, de la publicité et de la communication alimentaire.
En 2005, il cofonde le LISaV (laboratoire international de sémiotique à Venise). L'année suivante, il est professeur invité à l'Université de Limoges. Entre 2007 et 2013, il coordonne le laboratoire de sémiotique de la communication «Semioticaviva» à l'IULM de Milan. Depuis 2013, il vit et travaille en France en tant que professeur de sciences du langage à l'Université Lumière Lyon-II et chercheur au  laboratoire ICAR (UMR 5191).
Il est l'un des fondateurs et directeurs du magazine international Signata - Annales des Sémiotiques. Il est également président de l'Association Française de Sémiotique. En Italie, il dirige la série transdisciplinaire Teorie resistenti per i tipi di ETS (Pise).

## Travaux scientifiques
Ses intérêts se concentrent sur la gestion du sens entre les élaborations perceptives, les projections discursives et les organisations institutionnelles ; cela explique son interprétation de la sémiotique en tant que science des médiations, aussi bien que la diversification des analyses par rapport à des champs d’application polysensoriels (matiérisme, gastronomie, espaces de vente), figuraux (rhétorique verbale et visuelle), syncrétiques (cinéma, théâtre), et trans-institutionnels (théories de l’organisation, techniques de créativité).

### Ouvrages
- Pierluigi Basso, Omar Calabrese, Francesco Marsciani, Orsola Mattioli, Le passioni nel serial tv (“Les passions dans le sérial télévisuel”) , Roma, Nuova Eri, 1994, 210 p.
- Pierluigi Basso, Il dominio dell’arte. Semiotica e teorie estetiche (“Le domaine de l’art. Sémiotique et théorie esthétique”), Roma, Meltemi, 2002, 480 p.
- Pierluigi Basso, Confini del cinema. Strategie estetiche e ricerca semiotica (“Lisières du cinéma. Stratégies esthétiques et recherche sémiotiqueˮ), Torino, Lindau, 2003, 420 p.
- Pierluigi Basso Fossali, Interpretazione tra mondi. Il pensiero figurale di David Lynch (“Interprétation entre les mondes. La pensée figurale de David Lynch”), Pisa, ETS, 2006, 524 p. ; nouvelle éd. augmentée 2008, 590 p.
- Pierluigi Basso Fossali, Vissuti di significazione. Temi per una semiotica viva (“Vécus de signification. Thèmes pour une sémiotique vive”), Pisa, ETS, 2008, 633 p.
- Pierluigi Basso Fossali, La promozione dei valori. Semiotica della comunicazione e dei consumi (“La promotion des valeurs. Sémiotique de la communication et de la consommation”), Milano, Franco Angeli, 2008, 491 p.
- Pierluigi Basso Fossali, La tenuta del senso. Per una semiotica della percezione (“La tenue du sens. Pour une sémiotique de la perception”), Roma, Aracne, 2009, 505 p.
- Pierluigi Basso Fossali & Maria Giulia Dondero, Sémiotique de la photographie, Limoges, PULIM, 2011.
- Pierluigi Basso Fossali, Semiotica a prova d’esperienza (“Sémiotique à l’épreuve de l’expérience”), Milano, Unicopli, pp. 410, 2013.
- Pierluigi Basso Fossali, Il trittico 1976 di Francis Bacon. Note sulla semiotica della pittura [“Le triptyque 1976 de Francis Bacon. Notes sur la sémiotique de la peintureˮ), Pisa, ETS, 2013, collection Teorie resistenti [ACL], pp. 265.

### Articles en français
- Pierluigi Basso Fossali, « La gestion du sens dans l’émotion : du vertige aux formes de vie », Semiotica, no 163 1/4,‎ 2007, p. 131–158
- Pierluigi Basso Fossali, « Les seuils du kitsch : de la ‘logique du bazar’ à la ‘rédemption (apparente) des guillemets’. Essai de sémiologie critique sur la gestion des valorisations », Nouveaux Actes Sémiotiques, Actes de colloques,‎ 2006
- Pierluigi Basso Fossali, « Éthique et sémiotique des destins croisés. La négociation de l’agir sensé entre formes de vie », Protée, vol. 36, no 1,‎ 2008, p. 59–69
- Pierluigi Basso Fossali, « Dispositifs de mésentente dans l’Hamlet de Shakespeare », Eero Tarasti, Communication: Understanding/Misunderstanding (Actes du colloque international de l’IAS (International Association of Semiotics), vol. I,‎ 2009, p. 147–157
- Pierluigi Basso Fossali, « L’espace du jeu », Nouveaux Actes Sémiotiques,‎ 2009
- Pierluigi Basso Fossali, « Création et restructuration identitaire. Pour une sémiotique de la créativité », Nouveaux Actes Sémiotiques, «Arts du faire : production et expertise»,‎ 2009
- Pierluigi Basso Fossali, « Actualités esthétiques, questions sémiotiques. Quelques controverses autour du domaine de l'art », Signata – Annales des sémiotiques, Liège, vol. 2,‎ 2011, p. 81-120
- Pierluigi Basso Fossali, « Organisation et politique des valorisations. Petite réflexion autour l'écologie de la communication », Communication & Organisation, vol. 39,‎ 2011, p. 73-93
- Pierluigi Basso Fossali, « Les formes de vie à l'épreuve d'une sémiotique des cultures », Nouveaux Actes Sémiotiques, no 115,‎ 2012
- Pierluigi Basso Fossali, « Possibilisation, disproportion, interpénétration: trois perspectives pour enquêter sur la productivité de la notion de forme de vie en sémiotique », Nouveaux Actes Sémiotiques, no 115,‎ 2012
- Pierluigi Basso Fossali, « À nous la philologie. L’implémentation numérique du cinéma et l’identité filmique dans l’horizon théorique de Gérard Genette », Cinéma & Cie, Spring, vol. XII, no 18,‎ 2012, p. 101–12
- Pierluigi Basso Fossali et Maria Giulia Dondero, « Les temporalités de la photographie de mode », Infra-minces, no 8,‎ novembre 2013, p. 86–99
- Pierluigi Basso Fossali, « Réflexivité critique et modélisation. Enquêtes sémiotiques sur les rôles du métalangage dans l’activité théorique en sciences humaines », Signata – Annales des sémiotiques, Liège, Pulg, no 4,‎ 2014
- Pierluigi Basso Fossali, « Histoire des formes entre diachronie et archéologie », Site de l’Association française de sémiotique,‎ 2014
- Pierluigi Basso Fossali, « La complexité régulatrice des discours programmateurs. Circuits sociaux de la modalisation et instances critiques », Langue Française, no 206,‎ février 2020, p. 45-64 (lire en ligne)
- Pierluigi Basso Fossali, « Introduction. Entre finalité et technique : la classe des discours programmateurs », Langue Française, no 206,‎ février 2022, p. 7-22 (lire en ligne)
- Pierluigi Basso Fossali et Julien Thiburce, « La gestion du risque dans la ville : patterns procéduraux dans les guides d’information et de prévention », Languages, no 221,‎ janvier 2021, p. 75-90 (lire en ligne)
- Pierluigi Basso Fossali, « Introduction. Les enjeux pragmatiques des discours programmateurs », Languages, no 221,‎ janvier 2021, p. 9-22 (lire en ligne)